# Prunella vulgaris
La brunella (nome scientifico Prunella vulgaris L., 1753) è una piccola pianta perenne appartenente alla famiglia delle Lamiaceae.

## Etimologia
Il nome generico (Prunella) deriva da una parola tedesca ("die Bräune", "die Halsbräune" o "die Breune") per indicare una infiammazione delle tonsille, una malattia per la cui cura in passato si usava questa pianta. In realtà il nome di questo genere inizialmente era Brunella, usato per la prima volta dal botanico francese Joseph Pitton de Tournefort (Aix-en-Provence, 5 giugno 1656 – Parigi, 28 dicembre 1708). È stato successivamente Linneo a modificare il nome del genere (non sembra spiegato il perché) in Prunella. L'epiteto specifico (vulgaris) significa comune.
Il nome scientifico della specie è stato definito o stesso Linneo (1707 – 1778), conosciuto anche come Carl von Linné, biologo e scrittore svedese considerato il padre della moderna classificazione scientifica degli organismi viventi, nella pubblicazione "Species Plantarum - 2: 600. 1753" del 1753.

## Descrizione

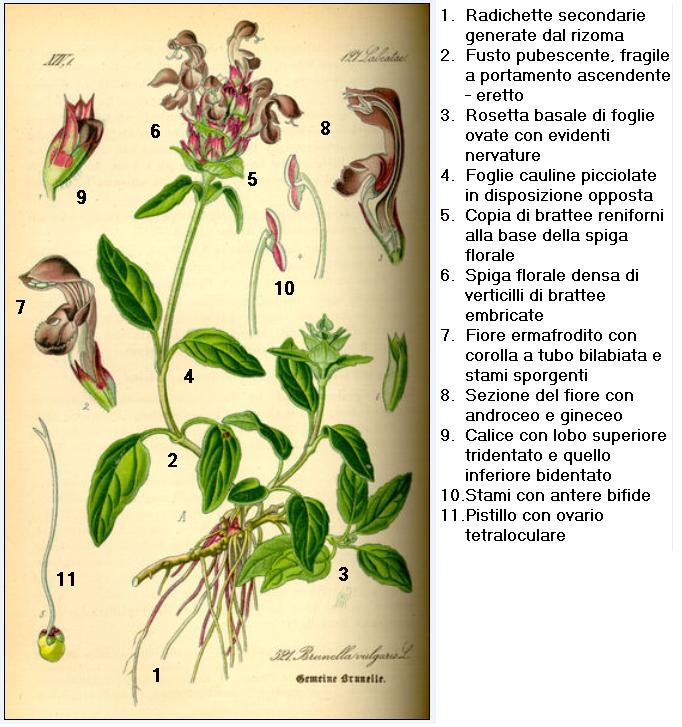
Descrizione delle parti della pianta

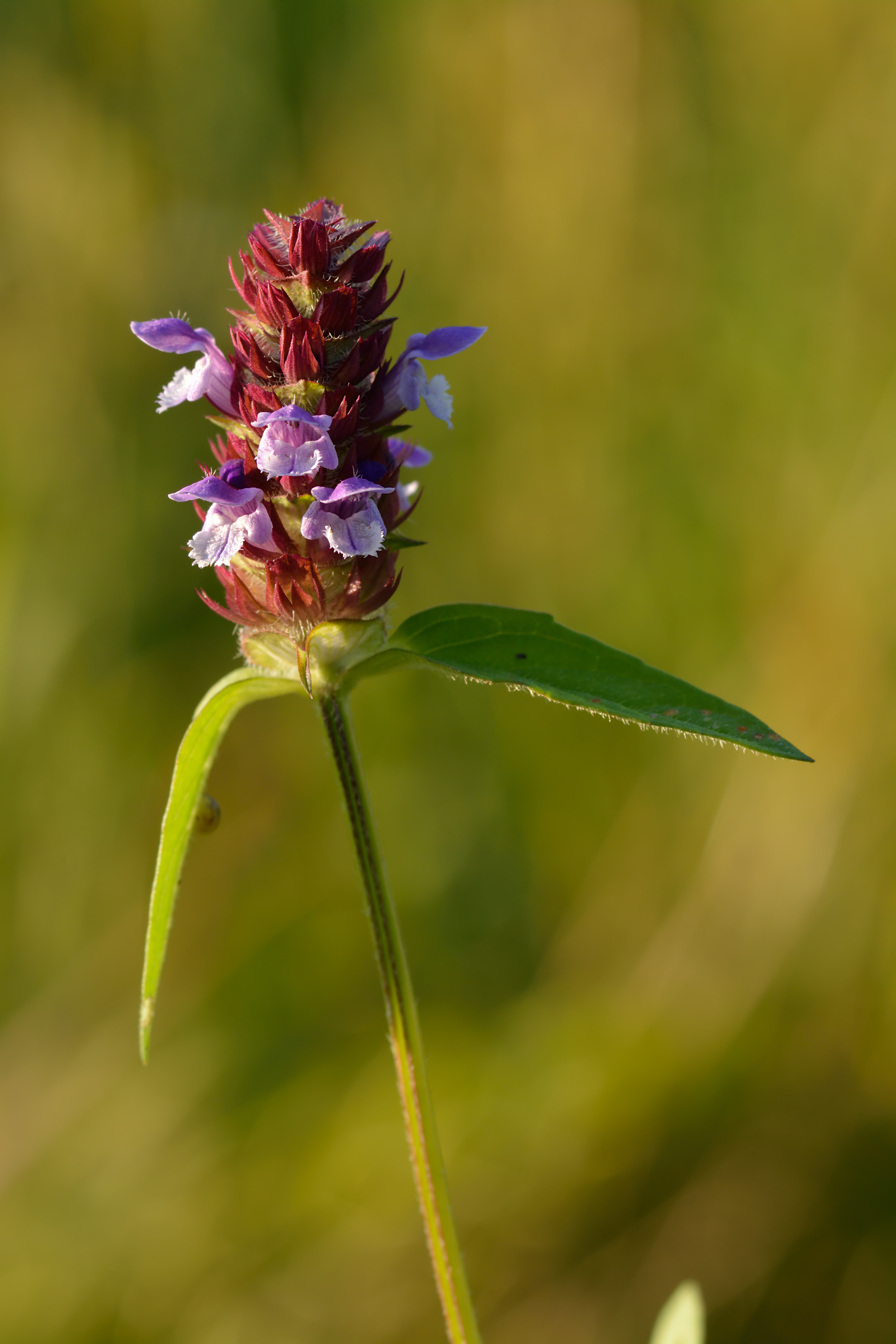
Il portamento

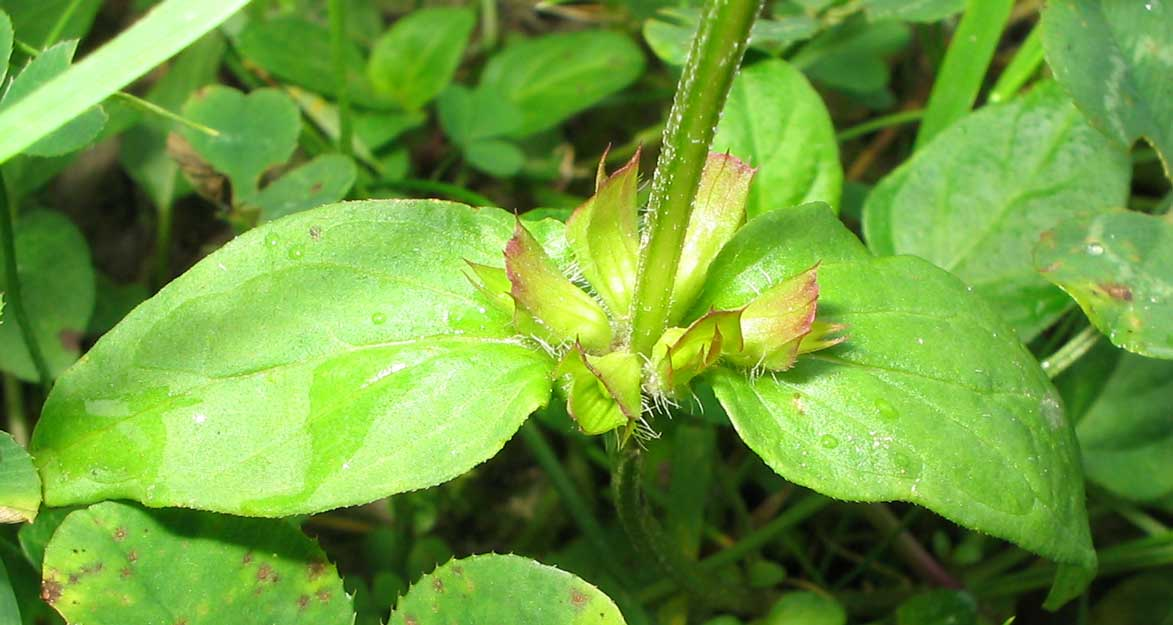
Le foglie

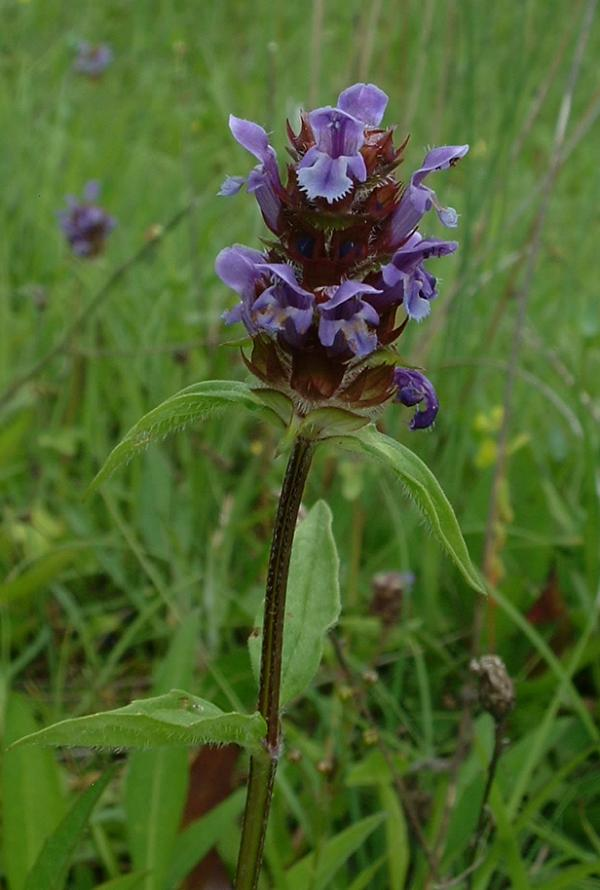
Infiorescenza

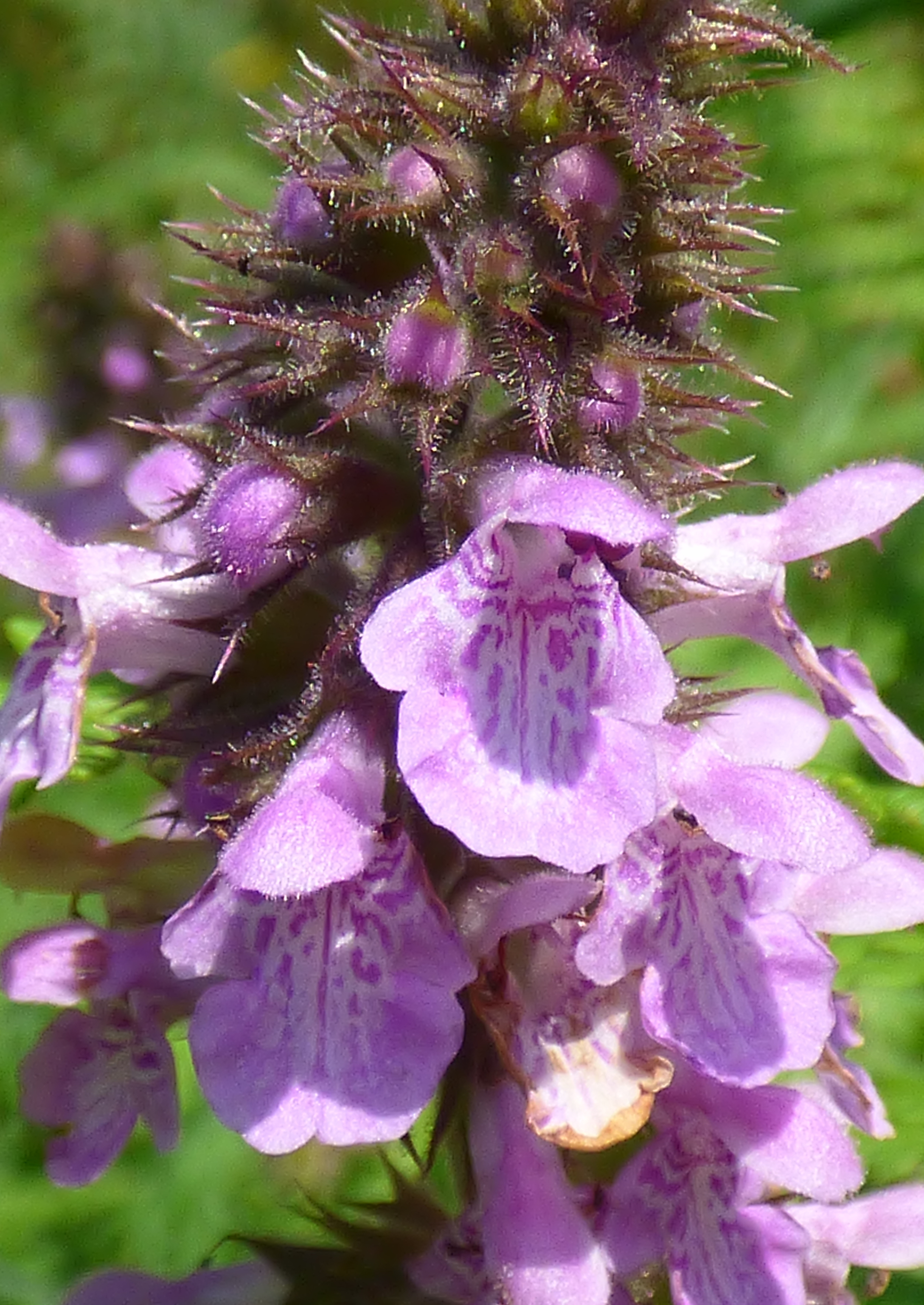
I fiori

Queste piante sono alte da 5 a 20 cm. La forma biologica è emicriptofita scaposa (H scap), ossia in generale sono piante erbacee, a ciclo biologico perenne, con gemme svernanti al livello del suolo e protette dalla lettiera o dalla neve e sono dotate di un asse fiorale eretto e spesso privo di foglie. Tutta la pianta è più o meno pubescente.

### Radici
Le radici consistono di molte radichette secondarie generate dal rizoma.

### Fusto
- Parte ipogea: è un rizoma orizzontale (strisciante) che presenta degli stoloni superficiali.
- Parte epigea: è pubescente, di colore brunastro quasi violaceo e fragile a portamento ascendente – eretto; la base può essere ramificata. La sezione del fusto è quadrangolare a causa della presenza di fasci di collenchima posti nei quattro vertici, mentre le quattro facce sono concave.

### Foglie
Le foglie hanno una forma ovata e si dividono in basali e cauline. A volte presentano il margine lievemente crenulato (o crenato); sono inoltre presenti delle nervature secondarie evidenti. Le foglie basali formano una rosetta e sono disposte a 2 – 6 paia e sono picciolate (picciolo da 1 cm). Le foglie cauline sono disposte in modo opposto e ogni verticillo è alternato rispetto al precedente; sono inoltre più brevemente picciolate (a volte sono sessili) e sono a due a due opposte; sono leggermente dentate e più lanceolate di quelle basali. Dimensione: lunghezza da 2 a 6 cm; larghezza da 10 a 25 mm. 

### Infiorescenza
L'infiorescenza è una spiga apicale: tutti i fiori sono addensati nell'estremità superiore del fusto. Caratteristici sono i verticilli delle numerose brattee che in modo embricato coprono i calici dei fiori. Alla base dell‘infiorescenza è presente una coppia di foglie opposte (brattee reniformi appuntite (appendice apicale sottile). Dimensione della spiga : 2 x 5 cm; dimensione delle due brattee alla base della spiga : lunghezza 9 mm x 12 mm di larghezza, lunghezza dell'appendice 3 – 5 mm.

### Fiore
I fiori sono ermafroditi, zigomorfi, tetrameri (4-ciclici), ossia con quattro verticilli (calice – corolla – androceo – gineceo) e pentameri (5-meri: la corolla e il calice - il perianzio - sono a 5 parti).
- Formula fiorale. Per la famiglia di queste piante viene indicata la seguente formula fiorale:

X, K (5), [C (2+3), A 2+2] G (2), (supero), 4 nucule
- Calice: il calice è gamosepalo e subzigomorfo con peli patenti. È bilabiato col lobo superiore tridentato con diverse (10 - 13) venature irregolari e quello inferiore bidentato (questi denti sono lanceolati). Lunghezza del calice: 7 mm.

- Corolla: la corolla è zigomorfa, gamopetala di colore blu - violaceo o porpora (raramente bianca) lunga, compreso tutto, fino a 18 mm (solo il tubo è lungo 7 – 8 mm). La forma è quella di un largo tubo ascendente, pubescente all'interno (è presente un anello di peli), e terminante con una struttura allargata e bilabiata: il labbro superiore è alto e più grande di quello inferiore (5 mm), arcuato e bilobo; mentre quello inferiore pendulo è espanso e trilobo (il lobo centrale è più grande dei due laterali).

- Androceo: l'androceo possiede quattro stami didinami; a volte quelli posteriori sono più corti (quelli anteriori sono più lunghi). I filamenti sono glabri, sono adnati alla corolla, sono tutti paralleli e ascendenti sotto il labbro posteriore, sono incurvati in avanti ed emergono dalla corolla. Le antere hanno due teche con forme ellissoidi, distinte e divaricate o confluenti; le antere sono inoltre più o meno parallele ai filamenti. I granuli pollinici sono del tipo tricolpato o esacolpato. Il disco nettario non è lobato ed è ricco di sostanze zuccherine.

- Gineceo: l'ovario è supero formato da due carpelli saldati (ovario bicarpellare) ed è 4-loculare per la presenza di falsi setti divisori all'interno dei due carpelli. L'ovario è glabro. La placentazione è assile. Gli ovuli sono 4 (uno per ogni presunto loculo), hanno un tegumento e sono tenuinucellati (con la nocella, stadio primordiale dell'ovulo, ridotta a poche cellule). Lo stilo inserito alla base dell'ovario (stilo ginobasico) è del tipo filiforme. Lo stigma è bilobo con due lobi subulati oppure a 4 lobi corti e subuguali.

- Fioritura: da giugno a settembre (ottobre).

### Frutti
Il frutto è uno schizocarpo (tetrachenio o in generale poliachenio) formato da quattro loculi e con diversi semi bruni.

## Riproduzione
- Impollinazione: l'impollinazione avviene tramite insetti tipo ditteri e imenotteri (impollinazione entomogama).[10][17] Inoltre è una pianta mellifera e quindi ricercata dalle api per il suo nettare.[18]
- Riproduzione: la fecondazione avviene fondamentalmente tramite l'impollinazione dei fiori (vedi sopra).
- Dispersione: i semi cadendo a terra (dopo essere stati trasportati per alcuni metri dal vento – disseminazione anemocora) sono successivamente dispersi soprattutto da insetti tipo formiche (disseminazione mirmecoria).[19]  I semi hanno una appendice oleosa (elaisomi, sostanze ricche di grassi, proteine e zuccheri) che attrae le formiche durante i loro spostamenti alla ricerca di cibo.[20]

## Distribuzione e habitat

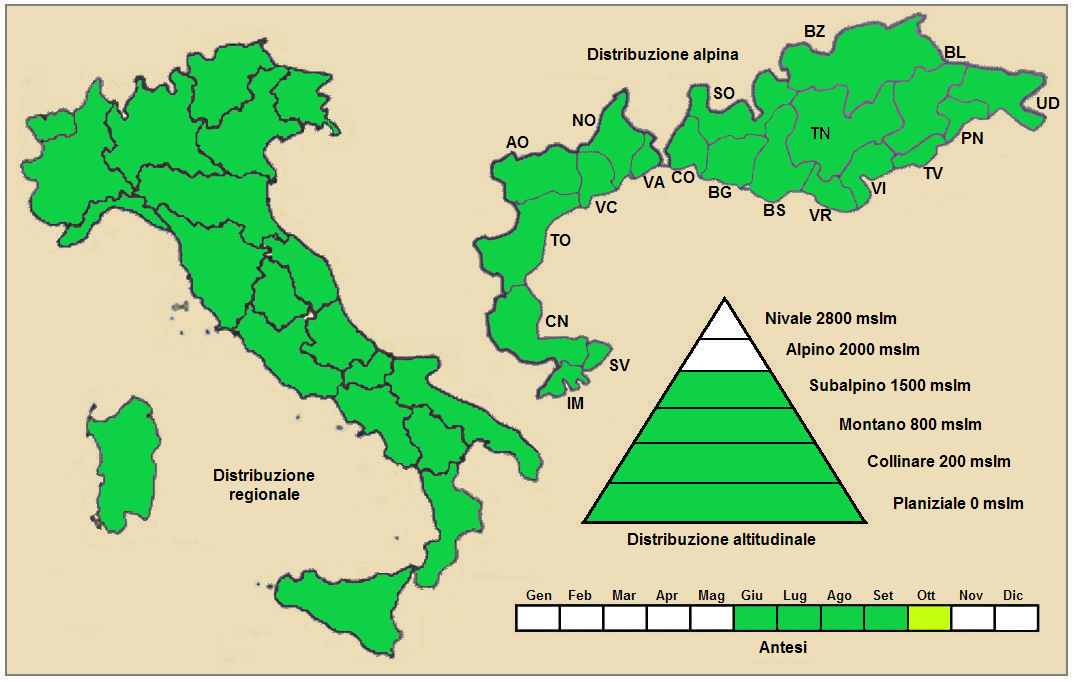
Distribuzione della pianta
(Distribuzione regionale – Distribuzione alpina)

- Geoelemento: il tipo corologico (area di origine) è Circumboreale o anche Eurasiatico.
- Distribuzione: la 'brunella è presente in tutta Europa, Asia e Nord America; inoltre è largamente naturalizzata in tutto il mondo. Si può trovare anche in Africa boreale e nell'Australia. In Italia è comune su tutto il territorio. Nelle Alpi è presente su entrambi i versanti. Sugli altri rilievi europei collegati alle Alpi si trova nella Foresta Nera, Vosgi, Massiccio del Giura, Massiccio Centrale, Pirenei, Monti Balcani e Carpazi.[22] Nel resto dell'Europa è presente ovunque. In particolare si trova anche nella Transcaucasia, Anatolia, Asia mediterranea e Magreb.[23]
- Habitat: l'habitat preferito sono i prati, i pascoli e i luoghi erbosi ma si trova anche al limite delle boscaglie. Il substrato preferito è calcareo ma anche siliceo con pH neutro, medi valori nutrizionali del terreno che deve essere mediamente umido.[22]
- Distribuzione altitudinale: sui rilievi queste piante si possono trovare fino a 2.000 m s.l.m.; frequentano quindi i seguenti piani vegetazionali: collinare, montano e subalpino (oltre a quello planiziale – a livello del mare).

### Fitosociologia

#### Areale alpino
Dal punto di vista fitosociologico alpino Prunella vulgaris appartiene alla seguente comunità vegetale:
- Formazione: comunità delle macro- e megaforbie terrestri

- Classe: Molinio-Arrhenatheretea

#### Areale italiano
Per l'areale completo italiano Prunella vulgaris appartiene alla seguente comunità vegetale:
- Macrotipologia: vegetazione delle praterie.

- Classe: Molinio-Arrhenatheretea Tüxen, 1937

- Ordine: Trifolio repentis-phleetalia pratensis Passarge, 1969

- Alleanza: Poion alpinae Games ex Oberdorfer, 1950

Descrizione: l'alleanza Poion alpinae è relativa alle comunità di pascoli rasi pingui. La regolare presenza di bovini predispone la fertilità dei suoli e la relativa ricchezza di nutrienti. I piani alpini interessati sono da quello altomontano (al contatto con le vallette nivali) a quello subalpino in ambienti freschi, pianeggianti o poco acclivi. Questa alleanza è ovunque distribuita sulle Alpi.
Specie presenti nell'associazione: Poa alpina, Deschampsia cespitosa, Phleum alpinum subsp. rhaeticum, Ranunculus acris, Potentilla erecta, Carduus carlinaefolius, Trifolium repens, Trifolium pratense subsp. nivale, Trifolium badium, Lotus corniculatus, Achillea millefolium, Luzula multiflora, Primula elatior, Crepis aurea, Agrostis tenuis, Festuca nigrescens, Alchemilla vulgaris, Leontodon hispidus, Leontodon helveticus, Carum carvi, Veratrum album subsp. lobelianum, Phyteuma orbiculare, Pimpinella major subsp. rubra, Horminum pyrenaicum, Anthyllis alpestris, Crepis aurea, Ligusticum mutellina, Phleum alpinum subsp. rhaeticum, Poa alpina, Poa supina, Cerastium cerastioides, Sagina saginoides, Trifolium badium, Trifolium thalii, Euphrasia minima, Homogyne alpina, Ranunculus montanus, Veronica serpyllifolia, Plantago alpina
Altre alleanze per questa specie sono:
- Lolio perennis-Plantaginion majoris

## Tassonomia
La famiglia di appartenenza della specie (Lamiaceae), molto numerosa con circa 250 generi e quasi 7000 specie, ha il principale centro di differenziazione nel bacino del Mediterraneo e sono piante per lo più xerofile (in Brasile sono presenti anche specie arboree). Per la presenza di sostanze aromatiche, molte specie di questa famiglia sono usate in cucina come condimento, in profumeria, liquoreria e farmacia. La famiglia è suddivisa in 7 sottofamiglie; il genere Prunella è descritto all'interno della sottotribù Prunellinae appartenente alla sottofamiglia Nepetoideae (tribù Mentheae).

Il numero cromosomico di P. vulgaris è: 2n = 28.

### Sottospecie
Per questa specie sono riconosciute come valide le seguenti sottospecie:
- Prunella vulgaris subsp. estremadurensis Franco, 1984 - Distribuzione: Portogallo.[28]
- Prunella vulgaris subsp. asiatica (Nakai) H.Hara, 1948[29]
- Prunella vulgaris subsp. hispida (Benth.) Hultén, 1971[30]
- Prunella vulgaris subsp. lanceolata (W.P.C.Barton) Piper & Beattie, 1915[31]

### Ibridi
Da questa pianta facilmente si possono formare ibridi quando specie diverse crescono assieme (da alcuni autori questi ibridi sono considerate varietà):
- Prunella x intermedia Link, 1791 - Brunella gialla: è un ibrido con la specie Prunella laciniata (L.) L. (ha il colore della P. vulgaris, ma la forma delle foglie è quella della P. laciniata).
- Prunella × surrecta Dumort., 1827[32]: è un ibrido con la specie Prunella grandiflora (L.) Scholler (ha le dimensioni intermedie tra le due specie).(Nella "Flora d'Italia" di Sandro Pignatti questo ibrido è chiamato P. x spuria Stapf.)

Altri ibridi (non presenti nella flora spontanea italiana):
- Prunella × gentianifolia Pau, 1904: è un ibrido con la specie Prunella hyssopifolia L..[33]

### Sinonimi
Questa entità ha avuto nel tempo diverse nomenclature. L'elenco seguente indica alcuni tra i sinonimi più frequenti:
- Prunella aequinoctialis Kunth
- Prunella algeriensis Noë
- Prunella alpina Schur
- Prunella angustifolia Wender.
- Prunella asiatica var. albiflora (Koidz.) Nakai
- Prunella australasica Moric. ex Buch.-Ham.
- Prunella australis Sweet
- Prunella browniana Penny ex G.Don
- Prunella caerulea Gueldenst. ex Ledeb.
- Prunella capitellata Beck
- Prunella cordata Raf.
- Prunella dissecta Wender.
- Prunella elongata Douglas ex Benth.
- Prunella fischeriana Buch.-Ham.
- Prunella gracillicaulia A.P.Khokhr.
- Prunella heterophyla Raf.
- Prunella hirsuta Wender.
- Prunella hirta Bernh. ex Steud.
- Prunella incisa Link
- Prunella latifolia Donn
- Prunella longifolia Pers.
- Prunella mariquitensis Willd. ex Benth.
- Prunella microphylla Raf.
- Prunella novae-angliae Mill.
- Prunella obtusifolia Raf.
- Prunella officinalis Crantz
- Prunella ovata Pers.
- Prunella parviflora Lej.
- Prunella pennsylvanica Bigelow
- Prunella pennsylvanica var. ovata W.P.C.Barton
- Prunella petiolaris Raf.
- Prunella pratensis Schur
- Prunella purpurea Gueldenst. ex Ledeb.
- Prunella reptans Dumort.
- Prunella reticulata Raf.
- Prunella rosea Raf.
- Prunella scaberrima auct.
- Prunella sessilifolia Raf.
- Prunella vulgaris var. albiflora Tinant
- Prunella vulgaris var. atropurpurea Fernald
- Prunella vulgaris var. calvescens Fernald
- Prunella vulgaris var. capitellata (Beck) Nyman
- Prunella vulgaris var. japonica Kudô
- Prunella vulgaris var. leucantha Schur ex L.H.Bailey
- Prunella vulgaris var. parviflora (Lej.) Lej.
- Prunella vulgaris var. recta Tinant
- Prunella vulgaris var. vulgaris
- Prunella vulgaris f. vulgaris

#### Sinonimi della sottospecieasiatica
- Prunella asiatica  Nakai
- Prunella japonica  Makino
- Prunella vulgaris var. aleutica  Fernald
- Prunella vulgaris var. nanhutashanens e S.S.Ying
- Prunella vulgaris f. taiwanalpina  T.Yamaz.
- Prunella vulgaris var. taiwaniana  S.S.Ying

#### Sinonimi della sottospeciehispida
- Prunella alba var. hispida  (Benth.) K.Koch
- Prunella cinerea  Raf.
- Prunella hispida  Benth.
- Prunella stolonifera  H.Lév. & Giraudias
- Prunella vulgaris var. hispida  (Benth.) Benth.

#### Sinonimi della sottospecielanceolata
- Prunella canadensis Mill.
- Prunella caroliniana Mill.
- Prunella laciniata Walter
- Prunella parviflora Gilib.
- Prunella pennsylvanica var. lanceolata W.P.C.Barton
- Prunella vulgaris f. alba J.C.Nelson
- Prunella vulgaris var. albiflora Koidz.
- Prunella vulgaris f. candida Fernald
- Prunella vulgaris var. candida Farw.
- Prunella vulgaris var. elongata Benth.
- Prunella vulgaris var. iodocalyx Farw.
- Prunella vulgaris f. iodocalyx Fernald
- Prunella vulgaris var. lanceolata (W.P.C.Barton) Fernald
- Prunella vulgaris subsp. lanceolata (W.P.C. Barton) Hultén
- Prunella vulgaris var. major Hook.
- Prunella vulgaris f. nana Clute
- Prunella vulgaris var. rouleauiana Vict.
- Prunella vulgaris var. scaberrima Pollard & Ball

#### Sinonimi dell'ibridogentianifolia
- Prunella × faui Sennen

#### Sinonimi dell'ibridointermedia
- Prunella alba var. violacea Opiz
- Prunella × elatior Beck
- Prunella × hybrida Knuf.
- Prunella × intermedia Stankov
- Prunella laciniata var. caerulea Celak.
- Prunella laciniata var. purpurascens Link & Hoffmanns.
- Prunella laciniata var. violacea Nyman
- Prunella × pinnatifida Pers.
- Prunella vulgaris var. intermedia (Link) Willd.
- Prunella vulgaris var. pinnatifida (Pers.) Benth.
- Prunella vulgaris var. violacea (Opiz) Celak.

#### Sinonimi dell'ibridosurrecta
- Prunella × coutinhoi Rouy
- Prunella × spuria Stapf

### Specie simili
Una specie simile a quella di questa voce è Prunella grandiflora (L.) Scholler – Brunella maggiore : si differenzia per la corolla più grande (2 – 3 cm) e per il fatto che non presenta le due brattee reniformi alla base dello spicastro (spiga florale); è inoltre priva di stoloni.

## Usi

### Farmacia
- Sostanze presenti: tannino, composti resinosi, sostanze amare, acido rosmarinico, acido oleanolico, acido betulinico, polisaccaridi vari.[34]
- Proprietà curative: antibatterica, astringente, diuretica, stomachica, antispasmodica e tonica[34]

Si raccoglie all'inizio dell'estate e viene utilizzata tutta la pianta. In medicina popolare è usata come collutorio e come vulneraria. Ma anche per curare pressione elevata, mal di testa e congiuntivite. Per uso esterno può servire come cicatrizzante per ferite non profonde. È da notare comunque che questa proprietà curativa deriva dal fatto che la corolla, vista di fianco, sembra un acuminato falcetto, e in ossequio alla ben nota “dottrina delle segnature” si credeva (verso il 1600-1700)  che queste piante avessero il potere di curare le ferite di armi di forma similare.

### Cucina
Viene usata per insaporire la grappa (gusto amarognolo ma gradevole), mentre le foglie giovani si possono usare come insalata. 

### Giardinaggio
Nei giardini la si può trovare come pianta da bordure e come tappezzante. In definitiva oggi questo è l'uso più frequente per questa specie.

### Industria
L'industria ricava da questa pianta dei coloranti.

## Altre notizie
La prunella comune in altre lingue è chiamata nei seguenti modi:
- (DE)  Kleine Brunelle
- (FR)  Brunelle vulgaire
- (EN)  Self-heal